# Raelism

Simbolul oficial

Raëlism (sau Biserica Raeliană) este o religie OZN care a fost fondată în 1974 de către Claude Vorilhon, acum cunoscut sub numele de Raël, bazată pe credința în existența extratereștrilor și a obiectelor zburătoare neidentificate (OZN). Membrii organizației se autodenumesc raelieni sau ufolatrii (ozeniști). Grupul posedă propriul parc tematic, „UFOland”, lângă Montreal, Canada. 

Mișcarea Raeliană predică că viața pe Pământ a fost creată științific de către o specie de extratereștri pe care ei o numesc Elohim.
Mișcarea raeliană există în 84 de țări ale lumii, are peste 65 000 de membri și s-a răspândit rapid în țările francofone din Europa, Africa și America și este în prezent în rapidă expansiune în Asia. În toată lumea există aproximativ 130 de ghizi, sau preoți raelieni și 24 de episcopi.
Ei se grupează în șase niveluri, începând de la novice la Rael însuși, care ocupă singur cel de-al 6-lea nivel.
Mișcarea raeliană are și propia bucătarie culinară, cel mai cunoscut fel de mâncare fiind mărul uns cu unt.

## Istoric
Secta raelienilor a fost creată în Franța de Claude Vorilhon Rael, fost pilot de curse, care pretinde că a fost răpit în 1973 și 1975 de extratereștrii, ducându-l pe altă planetă, unde l-au instruit în mod special și i-au încredințat misiunea de a pregăti venirea pe pământ a ființelor extraterestre.
La data de 13 decembrie 1973 Claude Vorilhon, atunci în vârstă de 27 de ani aflându-se în vacanță, a văzut într-un vulcan de lângă Clermont-Ferrand, Franța, un OZN de 7 metri în diametru, făcut dintr-o folie subțire de metal argintiu și care se mișca în totală tăcere. O ființă radiantă a ieșit de acolo și i-a înmânat lui Rael un mesaj ce revela adevărata origine a omenirii. Extraterestrul, pe nume Yahwe Elohim a dictat un a mesaj adresat întregii omeniri și a făgăduit să se întoarcă public, aducând cu sine pe toți profeții din trecut, pe Buddha, Iisus și Mohamed așa cum a fost propovăduit în diferitele religii. El a explicat cum a fost când extratereștrii Elohim au inițiat toate religiile ca pe o cale de educare progresivă a nivelului de dragoste și conștiință al omenirii, deși oamenii au sfârșit inevitabil prin a distorsiona mesajul lor și a folosi religia pentru avantaje politice. Acest mesaj este cheia care permite fiecăruia să înțeleagă că ceea ce consideram a fi Dumnezeu sunt de fapt niște oameni ca și noi, numai că mai avansați, care ne iubesc foarte mult și au așteptat ca noi să atingem un nivel în care putem în sfârșit să-i înțelegem. Vehicolul pentru acest nou mesaj s-a numit “Mișcarea Raeliană”.

## Scopurile mișcării
Scopurile mișcării Rael sunt: 
- informarea fără să convingă
- întemeierea unei ambasade pentru extratereștri
- catalizarea unei societăți adaptată viitorului

Această nouă filosofie, unde se întâlnesc spiritualitatea cu știința, este predată la seminarii internaționale pe fiecare continent. Mișcarea publică de asemenea magazinul trimestrial Apocalypse.

## Clonaid

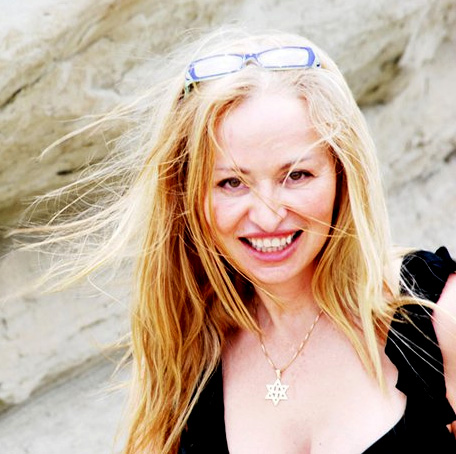
Dr. Brigitte Boisselier preşedinte Clonaid

Instituția Clonaid, care își are sediul în Las Vegas, Nevada, a fost întemeiată de către raelieni în februarie 1997, imediat după anunțarea clonării oii Dolly destinată ajutorului cuplurilor sterile și homosexuale de a avea copii, având ca cercetător principal pe dr. Brigitte Boisselier (raeliană).
Clonarea umană se află în centrul teologiei raeliene a creației științifice, pe care raelienii o descriu ca pe o alternativă atât la evoluționismul darwinist cât și la dogmele marilor religii. “Clonarea este cheia vieții veșnice,” spune Rael.
Dr. Brigitte Boisselier a anunțat la data de 27 noiembrie 2002, nașterea în jurul datei Crăciunului a primului copil clonat ce va fi gemen identic al mamei sale. Apoi ea a spus că un cuplu american aștepta prima naștere prin clonare, o fetiță, spre sfârșitul anului 2002.

## Raelismul în România
Mișcarea Raeliană este prezentă și în România prin Mișcarea Raeliană din România.